# Бюрг, Иоганн Тобиас
Иоганн Тобиас Бюрг (нем. Johann Tobias Bürg; 24 декабря 1766, Вена — 15 ноября 1835, Визенау под Клагенфуртом) — австрийский астроном.

## Биография
Был ассистентом Франца Ксавера фон Цаха в обсерватории в Готе, затем некоторое время преподавал в Клагенфурте, а в 1791 г. перебрался в Вену и на следующий год возглавил Венскую обсерваторию, одновременно будучи профессором астрономии в Венском университете. Вышел в отставку в 1813 году.
Наиболее известным трудом Бюрга стали его лунные таблицы. Кроме того, с его именем связывается открытие Антареса B — звезды-спутника Антареса, открывающейся для наблюдений тогда, когда основная звезда системы оказывается закрыта Луной.
Бюрг был членом ряда международных академических институций, в том числе иностранным членом-корреспондентом Императорской Академии наук и художеств (Санкт-Петербург) с 1801 года. Его именем назван кратер на Луне.